# Banca March
Banca March es un banco español de propiedad familiar, fundado en el año 1926 por Juan March Ordinas con sede en Palma (Islas Baleares).
A 31 de diciembre de 2022, los activos de Banca March eran de 20.229,9 millones de euros, con lo que la entidad se sitúa entre las quince primeras entidades españolas por volumen de activos en el mundo. En la actualidad cuenta con 116 oficinas y 1.389 empleados.

## Historia

### Nacimiento de Banca March
Banca March fue fundado en Palma de Mallorca en 1926 por Juan March Ordinas.
En un principio, el área de influencia del banco se limitó al ámbito mallorquín para progresivamente a lo largo del siglo XX extenderse y alcanzar el liderazgo como banco independiente en todas las Islas Baleares. El objetivo fundamental fue financiar una parte de las actividades empresariales de su fundador, cuya inversión fue clave para financiar la guerra contra la II República Española y el establecimiento del Régimen nacionalcatólico de 1939.

### Expansión nacional
En 1974 iniciaba su expansión en la península y en 1989 comienza una significativa implantación en Canarias. En los últimos años, ya en los comienzos del siglo XXI se complementan el crecimiento de la red en Islas Baleares y Canarias con la expansión en las zonas turísticas de Andalucía y Levante, además de potenciar y modernizar las oficinas de Madrid y Barcelona
Durante los ochenta, los March eran los mayores accionistas del Banco Hispano, con un 5% del capital, y controlaban una participación similar en el Banco Popular. El Gobierno del Partido Socialista Obrero Español (PSOE) intentó una fusión de ambos bancos con los March como catalizadores de la operación. Luis Valls-Taberner se negó en redondo y abortó la fusión.
Después, los March negociaron con Claudio Boada su salida del Hispano y la compra del Banco Urquijo, operación que se cerró en 1988 por un precio de 56.000 millones de pesetas (336,57 millones de euros). Posteriormente, el grupo financiero belga KBC Bank compró por 350 millones de euros el Banco Urquijo a la familia March. La operación se cerró en dos fases: primero en 1998 se hizo con el 70% y en 2004, compró el resto.

### Absorción de Inversis Banco
Durante el año 2013, Banca March adquirió el 100% de Inversis Banco convirtiéndose así en el único accionista.

### Actualidad
En la actualidad, Banca March está profundizando en un modelo estratégico de negocio principalmente centrado en Banca Privada, Grandes Empresas y Banca Patrimonial, muy focalizado en empresas familiares y familias empresarias, así como en rentas altas.
El Grupo March mantiene una estructura que responde al desarrollo de dos actividades principales:
- Actividad bancaria:

A través de Banca March y sus empresas vinculadas: March A.M., March Vida, March Private Equity e Inversis.
- Actividad inversora:

Aparte de su actividad bancaria, Banca March es el principal accionista de la compañía de inversiones cotizada en Bolsa, Corporación Financiera Alba, copresidida por Juan March Delgado y Carlos March Delgado. Mediante la Corporación Financiera Alba, Banca March participa en empresas cotizadas como Acerinox, Viscofan, CIE Automotive, Naturgy, Ebro, Dominion, Befesa y Technoprobe.
La Corporación Financiera Alba también es accionista de referencia de la Sociedad Artá Capital, con la que participa en empresas no cotizadas.

## Datos de la entidad
El resultado neto atribuido al Grupo Banca March al final del año 2022 fue de 161,3 millones de euros de beneficio, un 39,5% superior al del mismo período del año anterior.
El volumen de patrimonio en gestión delegada (Gestión Discrecional de Carteras y fondos delegados) de Banca March se situó en 3.016 millones de euros a finales de marzo de 2023, cifra un 8,12% superior a la de idéntica fecha de 2022.
La morosidad de Banca March se situó en diciembre de 2022 en el 1,23%, alcanzando la cobertura de riesgos morosos el 73,37%. El ratio de solvencia CET 1 de Banca March era del 17,66% a cierre de 2022
El ratio de solvencia del Grupo era del 16,15% a cierre de 2013, siendo el 100% «core capital».

## Participaciones de Banca March

### Participaciones de Corporación Financiera Alba, a 12 de junio de 2023
- Acerinox (18,50%)
- BEFESA (8,7%)
- CIE Automotive (13,4%)
- Ebro (14,5%)
- Dominion (5,6%)
- Naturgy (5,4%)
- Viscofan(14,3%)
- Technoprobe (4,7%)

### Sociedades no cotizadas
- Parques Reunidos (25%)
- Profand (23,7%)
- ERM (14,7%)
- Atlantic (10,5%)
- Verisure (6,2%)

Alba también cuenta con diversas inversiones, de menor tamaño, a través de su participación en los vehículos de capital riesgo gestionados por Artá Capital SGEIC, S.A. y en los Fondos March P.E. Global.

## Accionariado
El control de Banca March, S.A. lo ejercen los cuatro hijos de Juan March Servera: Juan (33,3%), Carlos (33,3%), Gloria (16,6%) y Leonor March Delgado (16,6%), quienes controlan conjuntamente el 100% de su capital social, sin que ninguno de ellos lo haga de manera individual. Banca March, S.A. y sus accionistas controlan conjuntamente el 66,7% de Corporación Financiera Alba, S.A.[cita requerida]